# 拉瑪九世站
拉瑪九世站，或譯帕藍9站（音素換寫：S̄t̄hānī phrarām 9，皇家轉寫：Sathani Phra Ram Kao；泰語發音：[sā.tʰǎː.nīː pʰráʔ rāːm kâːw]），位於泰國曼谷匯權縣的「阿速粦鈴路」與拉瑪九世路交叉口，為曼谷地鐵（MRT）藍線的一座車站。站碼為 RAM。

## 车站構造
本站采用岛式站台，设2个出入口。
| G  | 地面               | 出入口                     |
| B1 | 大堂               | 售票機、零售               |
| B2 | 1號月台            | MRT 往曼瓦（碧武里）       |
| B2 | 島式月台，右側開門 |                            |
| B2 | 2號月台            | MRT 往島本（泰國文化中心） |

## 鄰近地點

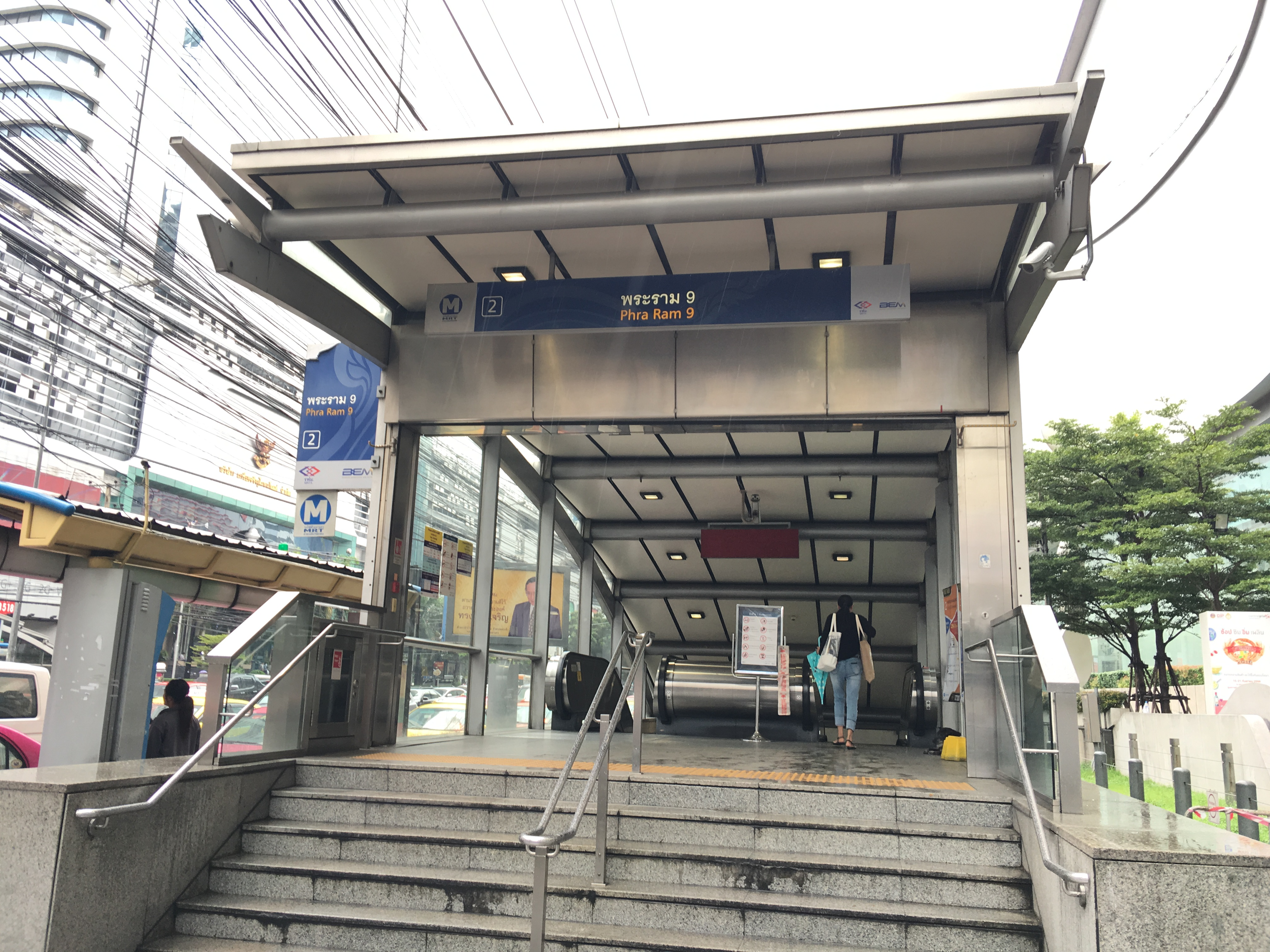
2号出口

- 出口 1：叻猜拉披色三街、蓮花超級市場（Lotus Supermarket）、財富酒店（Fortune Hotel）、中華人民共和國駐泰國大使館
  - 富神商業大廈（Fortune Town）：資訊產品商場，內有麥當勞、肯德基、必勝客 等餐廳。
- 出口 2：叻猜拉披色九街、拍喃九廣場（Rama 9 Square）
- 出口 3：Chamnan Phenjeti 大廈、拍喃九交匯處、阿速粦鈴路

## 接驳交通

### 公共汽車
- 公共汽車：73, 73?, 98, 136, 137, 157, 163, 171, 172, 179, 185, 206, 514, 517, 528, 529 及 537。

## 外部連結
- 曼谷地鐵公司的官方網站
- 曼谷集體運輸系統(架空電車)的官方網站